# 阿比迪甘斯球場
阿比迪甘斯球場（法語：Stade de l'Abbé-Deschamps）位于法国欧塞尔，是欧塞尔足球俱乐部的主场，并拥有球场全部的使用权，可容纳24,493人。

## 圖集

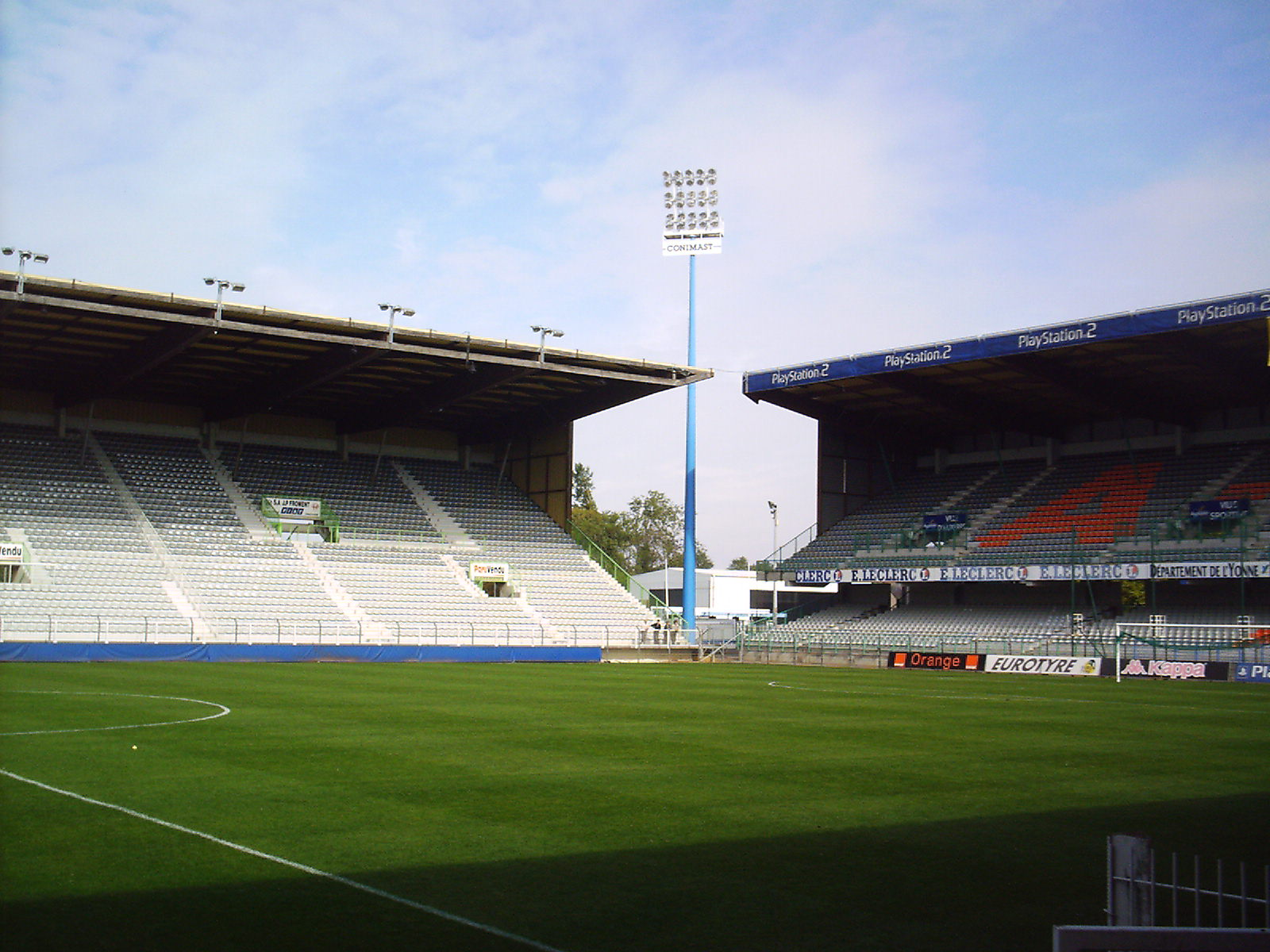
阿比迪甘斯球場
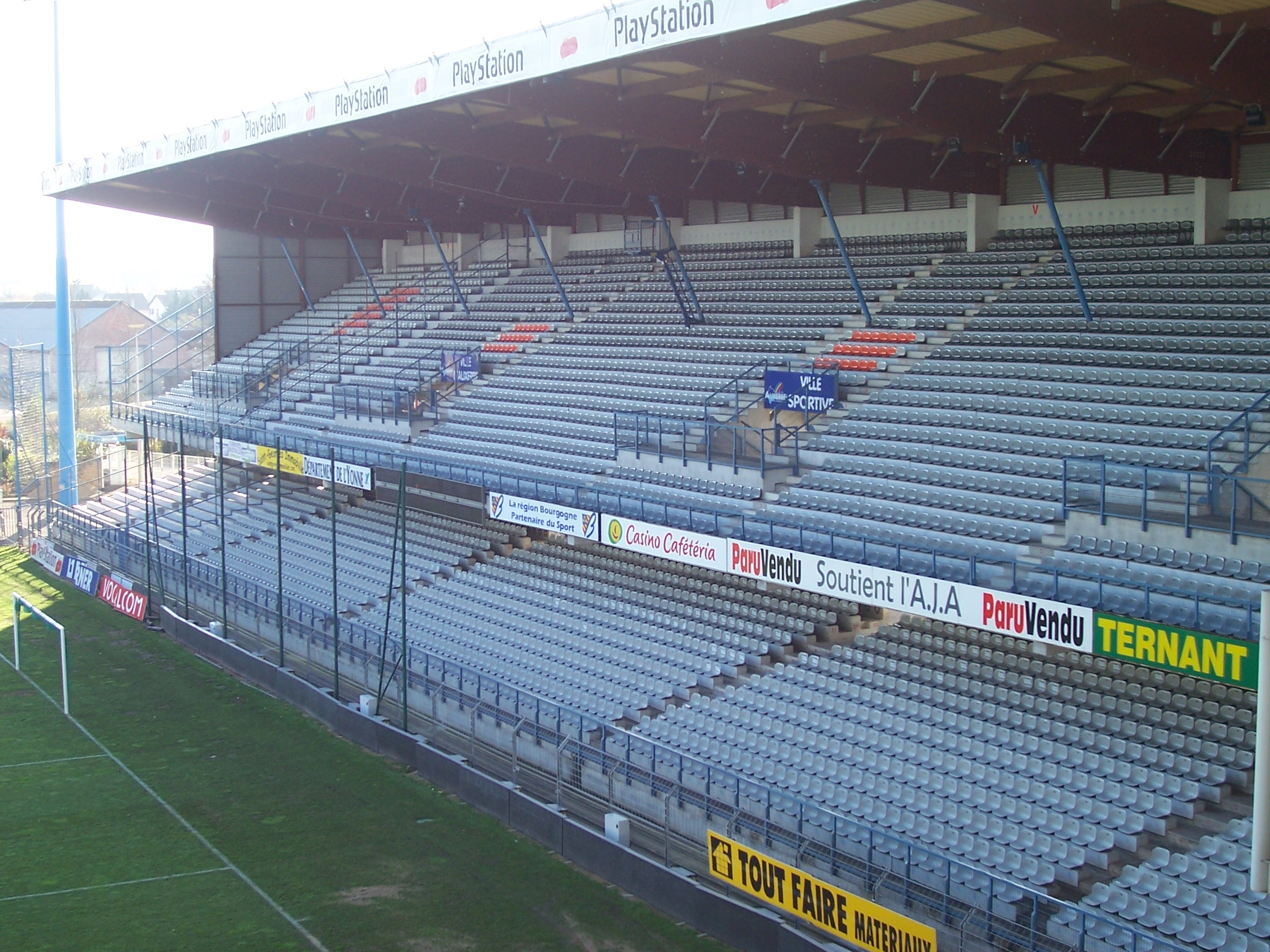
「Tribune Vaux」看台
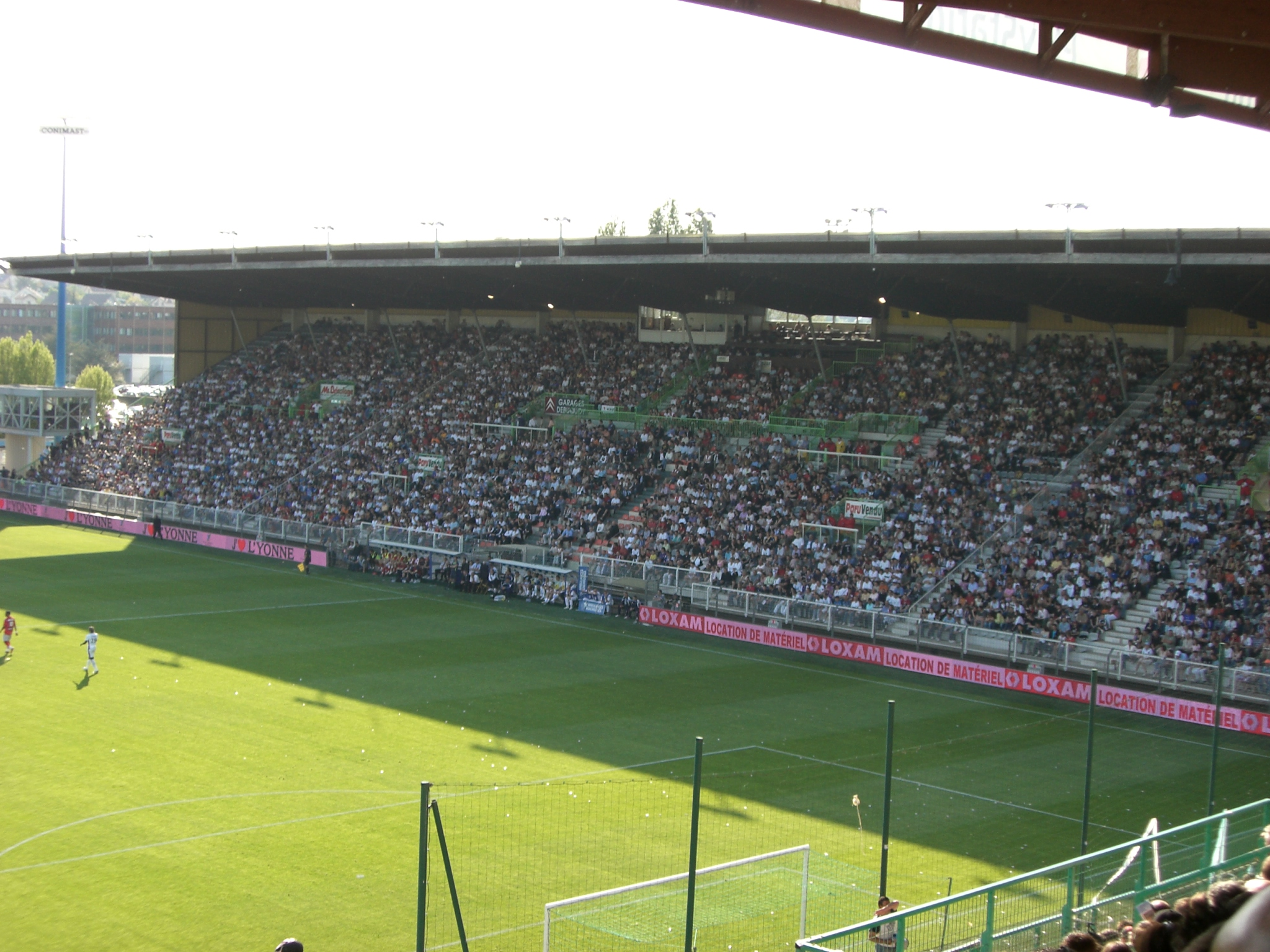
「Tribune d'Honneur」看台
球場平面圖

## 外部連結
47°47′12.31″N 3°35′19.19″E / 47.7867528°N 3.5886639°E
1. ↑  .   [2021-04-26]. （原始内容存档于2022-09-26）.
2. ↑  Stade de l'Abbé-Deschamps （页面存档备份，存于） at stadiumguide.com